# Magnús Scheving
Magnús Örn Eyjólfsson Scheving, noto semplicemente come Magnús Scheving (Reykjavík, 10 novembre 1964), è un attore ed ex ginnasta islandese di origini danesi, campione europeo di aerobica nel 1994 e nel 1995.
È stato il regista e protagonista della serie televisiva per bambini Lazy Town, in cui ha interpretato il ruolo di Sportacus.

## Biografia
Magnús Scheving è nato a Reykjavík il 10 novembre 1964, figlio di Þórveig Hjartardóttir e Eyjólfur Magnússon Scheving. Suo nonno paterno era danese. È cresciuto nel comune di Borgarnes insieme ai suoi genitori. A 15 anni ha ricevuto il suo primo lavoro come fattorino della centrale telefonica di Borgarnes.
Inizialmente si era formato per diventare insegnante di atletica in gioventù, in seguito decise di studiare architettura. Tuttavia, successivamente ha avuto un altro cambio di carriera, dedicandosi invece alla carpenteria. La sua conoscenza sia in architettura che in falegnameria gli ha permesso in seguito di costruire la propria casa, che ha descritto come "fisicamente... [posizionando] ogni mattone e tegola".
Poco più che ventenne, ha fatto una scommessa con un amico falegname, Fjölnir Þorgeirsson, che uno dei due avrebbe imparato uno sport scelto dall'altro (di cui non sapevano nulla) entro tre anni. Scheving ha scelto lo snooker per Fjölnir e quest'ultimo ha scelto l'aerobica per Magnús. Alla fine, Scheving è diventato un campione nazionale di aerobica e Fjölnir un campione nazionale di snooker. Ha una sorella maggiore e un fratello minore.

### Carriera come ginnasta
Ha iniziato a praticare aerobica nel 1985, all'età di ventuno anni, e nel 1992 Scheving è diventato il campione individuale maschile islandese di ginnastica aerobica. Nel 1993 è diventato campione scandinavo ed è stato campione europeo due volte nel 1994 e nel 1995. È stato votato atleta dell'anno in Islanda nel 1994.
Oltre alla sua carriera sportiva, Scheving è diventato un noto e ricercato oratore pubblico e motivazionale in tutto il mondo. Dal 1991 al 1993 ha anche ospitato il suo talk show in Islanda, con un format in cui i genitori potevano presentarsi e fargli domande su come allevare bambini sani. Nel 1995 ha pubblicato un libro per bambini intitolato Áfram Latibær, il primo lavoro registrato nel franchise LazyTown. Durante questo periodo gestiva anche un'attività di falegnameria, che gli dava i soldi per viaggiare per il mondo. Era anche un insegnante di fitness per adolescenti in una scuola locale, dopo aver conseguito una laurea in scienze dello sport presso l'Università d'Islanda.

### Lazy Town e la carriera da attore

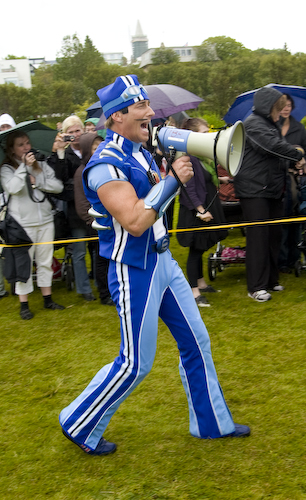
Scheving nel ruolo di Sportacus

Negli anni '90, durante la sua carriera di oratore pubblico e di aerobica, Scheving aveva notato l'assenza di modelli di vita sani per i bambini. In un discorso TED del 2019, ha ricordato:
(Magnús Scheving)
Nel 1995, ha pubblicato Áfram Latibær, un libro per bambini islandese che raccontava la storia di un elfo sportivo che dava consigli ai cittadini su come mangiare sano e fare esercizio fisico. Il libro è stato adattato in uno spettacolo teatrale con lo stesso nome diretto da Baltasar Kormákur. Lo spettacolo è stato in tournée in Islanda dal 1996 al 1997 e ha reso LazyTown un nome familiare in tutta l'Islanda. È stato dimostrato che era immensamente popolare tra i bambini e così è stato scritto un seguito, Glanni Glæpur Í Latabæ, che è stata la prima volta che è stato introdotto Robbie Rotten, interpretato da Stefán Karl Stefánsson.
Lazy Town è stata commissionata da Nickelodeon nel maggio 2003 e il primo episodio è andato in onda su Nick Jr. il 16 agosto 2004.
Nel 2002 ha fondato la LazyTown Entertainment, azienda televisiva islandese la quale nel 2004, ha prodotto la serie per bambini Lazy Town, in cui Scheving ha interpretato il ruolo del protagonista Sportacus. Nel 2010 ha partecipato al film Operazione Spy Sitter, diretto da Brian Levant.
Nel 2006, Scheving ha ricevuto un premio alla carriera durante le cerimonie islandesi del Premio Edda per il suo lavoro come fondatore e creatore del franchise Lazy Town. Ólafur Ragnar Grímsson, presidente dell'Islanda, gli ha consegnato il premio.
Dopo che LazyTown Entertainment è stata acquistata da Turner Broadcasting nell'estate del 2011, Scheving ha continuato a interpretare Sportacus. Tuttavia, Nel 2014, al termine della serie, ha lasciato il ruolo di quest'ultimo, per eventuali apparizioni in pubblico, al collega Dýri Kristjánsson (già suo stuntman a partire dal 2006), poiché non più fisicamente in grado di compiere movimenti ed acrobazie essenziali per il personaggio. Nello stesso anno, ha anche annunciato che avrebbe lasciato la sua posizione di CEO di LazyTown Entertainment.

### Il parco divertimenti su Lazy Town

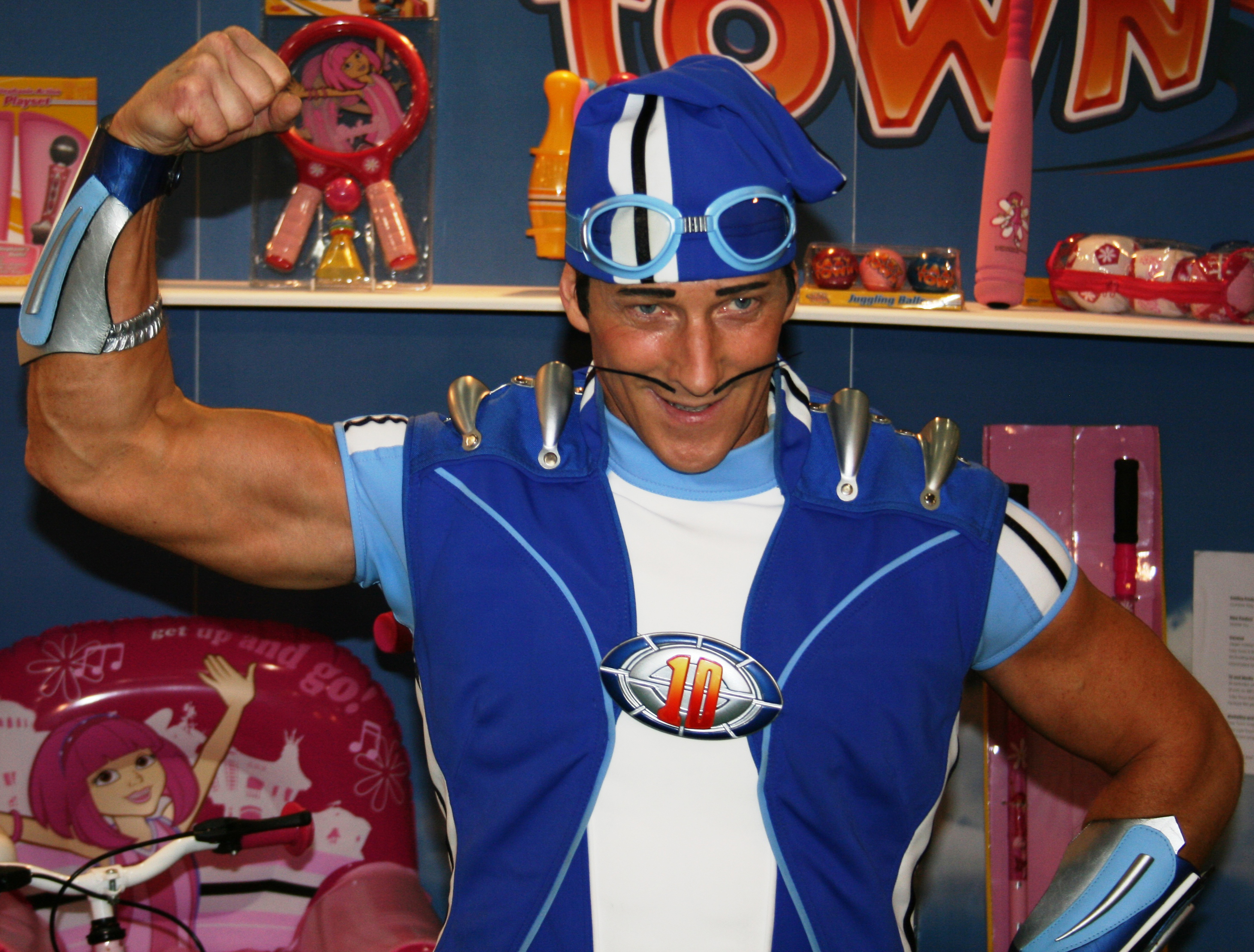
Scheving sempre nel ruolo di Sportacus

Nel 2021, Scheving e l'imprenditrice Helga Halldórsdóttir hanno annunciato il loro obiettivo di costruire il parco a tema Lazytown nella città natale di Magnús, Borgarnes, che ha ispirato la serie. Hanno affermato che il progetto è in corso dal 2017. Scheving ha descritto i piani per creare un "giardino esperienziale" con strutture interne ed esterne, entrambi pertinenti alla storia della produzione e alla storia di Borgarnes. La legislazione di quest'ultima lo ha sostenuto grazie alla sua capacità di accogliere i turisti; nel primo anno sono attesi 35mila visitatori, seguiti da 50mila nei prossimi 4 anni. L'apertura del parco è prevista entro il 2024.

### Il pesce d'aprile
Il 1º aprile 2022, Scheving è apparso nel faceto annuncio su Instagram dell'atleta islandese di Crossfit Björgvin K. Guðmundsson, in cui sono stati annunciati un "film integrale" di Lazy Town e una "nuova serie". Le fotografie mostravano la coppia che firmava contratti e si stringeva la mano davanti a grandi poster di personaggi e cimeli di Lazy Town. Guðmundsson annunciò che avrebbe lasciato il crossfit per dedicarsi alla recitazione professionale, essendo stato specificamente addestrato nel canto e nella danza per interpretare Sportacus. A causa della data di pubblicazione e della continua carriera di Guðmundsson nel crossfit, l'annuncio può essere interpretato come un pesce d'aprile.

## Filmografia

### Cinema
- Operazione Spy Sitter, regia di Brian Levant (2010)

### Televisione
- Lazy Town – serie TV, 78 episodi (2004-2014)
- Lazy Town Extra – serie TV, 26 episodi (2008)

## Doppiatori italiani
Nelle versioni in italiano delle opere in cui ha recitato, Magnús Scheving è stato doppiato da:
- Francesco Pezzulli in Lazy Town, Operazione Spy Sitter